# Jacques Séguéla
Jacques Séguéla (ur. 23 lutego 1934 w Paryżu) – francuski specjalista z zakresu marketingu politycznego, kojarzony głównie z lewicą. Współzałożyciel agencji reklamowej RSCG (od 1996 Havas-Advertising).

## Życiorys
Dzieciństwo spędził w Perpignan, później studiował farmację. W 1970 zajął się reklamą.
W 1980 na rok przed francuską kampanią prezydencką wysłał listy z propozycją współpracy do Jacques’a Chiraca, Valéry’ego Giscarda d’Estainga i François Mitterranda. Odpowiedział jedynie Mitterrand. Séguéla z sukcesem poprowadził jego kampanię. Doradzając mu także później i kształtując jego publiczny wizerunek, walnie przyczynił się do czternastu lat jego rządów. Ma na koncie czynne wspieranie kandydatury Lionela Jospina przeciwko Jacques'owi Chiracowi.
W 1989 Séguéla doradzał w wyborach „Solidarności”. W 1995 poprowadził kampanię prezydencką Aleksandra Kwaśniewskiego, w której największym konkurentem tegoż był Lech Wałęsa. Nie przejawiał większego zainteresowania wyborami prezydenckimi we Francji w 2007. W pierwszej turze głosował na Ségolène Royal, a zaraz potem ogłosił, że w drugiej zagłosuje na Nicolasa Sarkozy’ego. Jego nazwisko pojawiło się również w aspekcie prac bankowej komisji śledczej. Jest właścicielem znanej francuskiej agencji reklamowej RSCG, która posiada przedstawicielstwa także w Polsce, Czechach i na Węgrzech.
W prowadzonych kampaniach wyborczych posługuje się sprawdzonymi schematami. Jedno z jego zaleceń brzmi: „Wybory oraz plakaty wyborcze muszą mieć charakter bardziej psychologiczny niż polityczny. Wyborca głosuje na przyszłość, a nie na przeszłość, co jest niezwykle ważne, zwłaszcza w czasie kampanii prezydenckiej. Podkreślanie za wszelką cenę dotychczasowych osiągnięć jest błędem (...)”.
Autor książek: Hoolywood pierze bielej, Nie mów mojej matce, że pracuję w reklamie... ona uważa, że jestem pianistą w burdelu, Wybory nad gniazdem kokosowym oraz Przyszłość ma przyszłość.